# ハリーファ・ビン・サルマーン・アール・ハリーファ
ハリーファ・ビン・サルマーン・アール・ハリーファ（アラビア語: خَلِيفَة بن سَلمَان آل خَلِيْفَة、1935年11月24日 - 2020年11月11日）は、バーレーンの王子、政治家、第1代首相（在任：1970年1月10日 - 2020年11月11日）。

## 経歴
1935年11月24日、バーレーンのサルマーン・ビン・ハマド・アール・ハリーファ首長とムーザ・ビント・ハマド・アール・ハリーファの第2子として誕生。マナーマ高校とリファア宮殿付属学校で教育を受けた。
1971年にバーレーンが独立すると、兄のイーサ・ビン・サルマーン・アール・ハリーファ首長に首相を任命された。国政と経済政策を掌握し、兄は外交を管理していた。
1996年、6,000万ドル相当の資産を保有するペーパーカンパニーを設立（2021年に公開されたパンドラ文書により）。
2011年バーレーン騒乱中には、多くの反政府デモを弾圧し、BBCニュースのビル・ロー記者に政府内の強硬派と記された。
2020年11月11日、ミネソタ州ロチェスターにて死去。

## 家族
従姉妹のヘッサ・ビント・アリー・アル・ハリーファとの間に4人の子供がいる（1人が先立たれた）。